# Chavagne
Chavagne település Franciaországban, Ille-et-Vilaine megyében. Lakosainak száma 4562 fő (2022. január 1.). Chavagne Le Rheu, Bruz, Goven, Mordelles és Saint-Jacques-de-la-Lande községekkel határos.

## Népesség
A település népességének változása:
| Lakosok száma | 874  | 2244 | 2844 | 3625 | 3681 | 3802 | 4015 | 4268 | 4268 | 4562 |
|               | 1968 | 1982 | 1990 | 2006 | 2013 | 2015 | 2017 | 2019 | 2020 | 2022 |